# Czornaja (okręg miejski Krasnokamska)
Czornaja (ros. Чёрная) – wieś (sieło) w Rosji, w Kraju Permskim, w okręgu miejskim Krasnokamska. W 2010 liczyła 974 mieszkańców.